# Eustala palmares
Eustala palmares Poeta, Marques & Buckup, 2010 è un ragno appartenente alla famiglia Araneidae.

## Etimologia
Il nome della specie deriva da una delle località brasiliana di rinvenimento degli esemplari: Palmares do Sul.

## Caratteristiche
L'olotipo maschile rinvenuto ha dimensioni: cefalotorace lungo 1,7mm, largo 1,4mm; la formula delle zampe è 1243.

## Distribuzione
La specie è stata rinvenuta in alcune località del Brasile: nei pressi di Palmares do Sul, nello stato di Rio Grande do Sul.

## Tassonomia
Al 2014 non sono note sottospecie e dal 2010 non sono stati esaminati nuovi esemplari.